# Pastramă

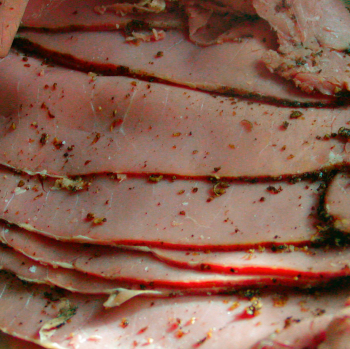
Pastramă

Pastrama este un produs alimentar preparat din carne dezosată de oaie, de capră, de porc, de vacă, de iepure, de gâscă, de pește etc., puternic condimentat, conservat prin sărare și/sau marinare.
Pastrama a fost adusă și în Statele Unite acum mai bine de 100 de ani de imigranți evrei din Estul Europei. Acolo, aceasta se numește "pastrami" și este foarte larg consumată.